# Omen (Soulfly)
Omen è il settimo album in studio del gruppo musicale statunitense Soulfly, pubblicato il 18 maggio 2010 dalla Roadrunner Records.

## Descrizione
L'unico singolo dell'album è stato Rise of the Fallen.

## Tracce
1. Bloodbath & Beyond – 2:31
2. Rise of the Fallen – 4:33
3. Great Depression – 3:57
4. Lethal Injection – 3:05
5. Kingdom – 3:54
6. Jeffrey Dahmer – 2:52
7. Off with Their Heads – 4:22
8. Vulture Culture – 4:01
9. Mega-Doom – 3:04
10. Counter Sabotage – 3:50
11. Soulfly VII – 4:23

## Formazione
Gruppo
- Max Cavalera - voce, sitar, composizioni, produzione
- Marc Rizzo - chitarra elettrica, chitarra flamenca
- Bobby Burns - basso
- Joe Nunez - batteria, percussioni

Altri musicisti
- Branden Krull - tastiere (nei brani 7, 8)
- Greg Puciato - composizioni, cori (nel brano 2)
- Tommy Victor - composizioni, cori (nel brano 4)

Cast tecnico
- Max Cavalera - produzione
- Logan Mader - ingegneria del suono, masterizzazione, missaggio, co-produzione
- David Ho - artwork